# Sylvia Eder
Sylvia Eder (Leogang, 24 de agosto de 1965) es una deportista austríaca que compitió en esquí alpino. Su hermana Elfi compitió en el mismo deporte.
Ganó tres medallas de plata en el Campeonato Mundial de Esquí Alpino, en los años 1985 y 1993. En la Copa del Mundo consiguió dos victorias y once podios en total.

## Palmarés internacional
| Campeonato Mundial | Campeonato Mundial    | Campeonato Mundial | Campeonato Mundial |
| Año                | Lugar                 | Medalla            | Prueba             |
| ------------------ | --------------------- | ------------------ | ------------------ |
| 1985               | Bormio (Italia)       | Medalla de plata   | Combinada          |
| 1987               | Crans-Montana (Suiza) | Medalla de plata   | Combinada          |
| 1993               | Morioka (Japón)       | Medalla de plata   | Supergigante       |